# Uromyces striolatus
Uromyces striolatus är en svampart som beskrevs av Tranzschel 1910. Uromyces striolatus ingår i släktet Uromyces och familjen Pucciniaceae.   Inga underarter finns listade i Catalogue of Life.